# Détective Dee 3 : La Légende des rois célestes
Série Détective Dee
Détective Dee 2 : La Légende du dragon des mers
(2013)
Pour plus de détails, voir Fiche technique et Distribution.
Détective Dee : La Légende des rois célestes (chinois traditionnel : 狄仁傑之四大天王 ; chinois simplifié : 狄仁杰之四大天王 ; pinyin : Dí Rénjié zhī Sìdàtiānwáng) est un film sino-hongkongais réalisé par Tsui Hark, sorti en 2018.
C'est le troisième film consacré au Détective Dee après Détective Dee : Le Mystère de la flamme fantôme (2010) et Détective Dee 2 : La Légende du dragon des mers (2013).

## Synopsis
Dans le troisième volet de cette série de films, toujours sous la Dynastie Tang, un groupe de magiciens tente de s'emparer de l'épée Dragon docile que l'empereur Gaozong a offerte au Détective Dee pour le remercier d'avoir sauvé le gouvernement, et par la même occasion de renverser cette dynastie.

## Fiche technique
- Titre : Détective Dee : La Légende des rois célestes
- Titre original : 狄仁傑之四大天王 (traditionnel) / 狄仁杰之四大天王 (simplifié), Dí Rénjié : zhī Sìdàtiānwáng
- Titre international : Detective Dee: The Four Heavenly Kings
- Réalisation : Tsui Hark
- Scénario : Chia-Lu Chang, sur une idée de Chen Kuo-fu et Tsui Hark
- Musique : Kenji Kawai
- Décors : Yoshihito Akatsuka
- Costumes : Leepik Kwan[1]
- Photographie : Sung Fai Choi
- Son : Steve Burgess, Jay Yin, James Ashton
- Montage : Lin Li et Tsui Hark
- Production : Chen Kuo-fu, Nansun Shi, Tsui Hark, Dajun Zhang, Chia-Lu Chang, T.K. Yang, Kun Tao et Jerry Ye[1],[2]

Production déléguée : Wang Zhongjun, Kun Tao et Zhonglei Wang
Production associée : Feliw Liu, Tianye Cary Cheng, Matthew Liu, Jiande Chen et Billy Ngai
Coproduction : James Tsim
- Sociétés de production[3] :
  - Chine : Huayi Brothers Media et CKF Pictures
- Société de distribution :
  - Chine : Huayi Brothers Media
  - France : Les Bookmakers et The Jokers
- Budget : n/a
- Pays d'origine :  Chine,  Hong Kong
- Langue originale : mandarin
- Format[4] : couleur - D-Cinema - 1,90:1 (IMAX 3D version) / 2,35:1 (Cinémascope) - son DTS (DTS: X) | D-Cinema 48kHz 5.1 | Dolby Atmos
- Genre : Action, aventure, drame, fantastique et historique
- Durée : 132 minutes
- Dates de sortie[5] :
  - Chine : 27 juillet 2018
  - France : 8 août 2018
  - Hong Kong : 13 septembre 2018
- Classification[6] :
  -  Chine : Pas de système.
  -  Hong Kong : Ne convient pas aux jeunes et aux enfants (IIB - Catégorie Deux-B)[Note 1].
  -  France : Tous publics (visa d'exploitation no 149280 délivré le 2 août 2018)[7].

## Distribution
- Mark Chao (VF : Anatole de Bodinat) : Détective Dee
- Carina Lau (VF : Cyrielle Clair) : impératrice Wu Zetian
- Feng Shaofeng (VF : Tanguy Goasdoué) : Yuchi Zhenjin
- Kenny Lin (VF : Hervé Grull) : Zhong Shatuo
- Sichun Ma : Shui Yue
- Ethan Juan : Yang Ce, le moine bouddhiste
- Chien Sheng (VF : François Dunoyer) : empereur Tang Gaozong
- Zhang Aoyue :
- Bao Rifu :
- Sun Jiaolong :
- Wang Xichao :

## Accueil

### Accueil critique
En France, le site Allociné recense une moyenne des critiques presse de 3,7/5, et des critiques spectateurs à 3,7/5.
Pour Jean-François Rauger du Monde, « Tsui Hark se surpasse pour le troisième volet des aventures de son héros policier. [...] Ce troisième volet dépasse encore en inventivité et en trouvailles les deux précédents. La plasticité des corps et des espaces invente un univers inédit, synthèse parfaite de mythologies et de figures de tous temps et de toutes origines. [...] tout un attirail de souvenirs de cinéma s’expose sous les yeux d’un spectateur emporté par un manège étourdissant de sons et de visions extraordinaires. ».
Pour Olivier Lamm de Libération, « c'est un film impossible à voir sans écarquiller les yeux. [...] parce qu’il atteste de l'ambition du Hongkongais Tsui Hark, trente-neuf ans après sa première réalisation, d'innover encore et toujours dans la capture de l'action, sa représentation, la composition des plans et la narration. [...] le réalisateur nous rappelle, main dans la main avec ses équipes de postproduction, que la standardisation d'une majorité des images virtuelles produites en Occident pour le compte des grands studios américains, que l'omniprésence rendrait presque contre-productive dans le contexte d'un cinéma de l’imaginaire, n'est pas une fatalité. ».
Pour Samuel Douhaire de Télérama, « l'union de l'inventif cinéaste Tsui Hark et du bondissant Sherlock Holmes chinois fait à nouveau des étincelles [...] le plus fou des cinéastes hongkongais ne change pas une formule qui a fait ses preuves. Cette Légende des rois célestes, comme celle du Dragon des mers qui l'a précédée, en 2014, associe combats d’arts martiaux défiant les lois de la gravité, récit d'aventures feuilletonesque à digressions multiples et magie délirante dans des décors et des costumes d'un luxe extravagant. [...] Pour concurrencer les blockbusters hollywoodiens, la franchise asiatique va toujours plus loin dans la démesure — au risque de l'épuisement du spectateur… [...] À part peut-être les cascades de Mission impossible : Fallout, il sera difficile de trouver plus spectaculaire à voir au cinéma cet été [2018]. ».
Pour François-Xavier Taboni du Point, « le troisième opus devrait mettre tout le monde d'accord. Véritable synthèse des deux premiers volets, le film offre évidemment son lot de scènes d'action spectaculaires, tout en restant totalement maîtrisé. [...] l' intrigue touffue de ce troisième opus, faite de rebondissements feuilletonesques (évoquant les romans de Gu Long et leurs adaptations par Chu Yuan pour le studio Shaw Brothers) et support idéal pour la mise en scène d'un Tsui Hark qui semble vouloir ici tempérer ses emportements habituels. ».

### Box-office
- France : 39 376 entrées[13]

## Distinctions
Entre 2018 et 2019, Détective Dee : La Légende des rois célestes a été sélectionné 20 fois dans diverses catégories et a remporté 1 récompense,.

### Distinctions 2018

#### Récompenses 2018
- Derrière la caméra - Prix Hamilton (Hamilton Behind The Camera Awards) :
  - Derrière la caméra - Prix de la Meilleure chorégraphie d'action décerné à Feng Lin.

#### Nominations 2018
- Festival du film Chinois et de la Culture Chinoise de Richelieu : Longs métrages[15].
- Festival du film étudiant de Guangzhou (Guangzhou Student Film Festival) :
  - Film d'action préféré,
  - Acteur dans un second rôle préféré pour Kenny Lin,
  - Acteur dans un second rôle préféré pour Ethan Juan.
- Festival du film Golden Horse pour Sooeung 'Chuck' Chae, Young-Soo Park, Hideaki Maegawa et Myung Goo Ji
- Festival international du film de Macao (Macau International Movie Festival) :
  - Meilleur film,
  - Meilleur réalisateur pour Tsui Hark,
  - Meilleur acteur dans un second rôle pour Kenny Lin,
  - Meilleure actrice dans un second rôle pour Carina Lau.

### Distinctions 2019

#### Nominations 2019
- Prix du film de Hong Kong :
  - Meilleure photographie pour Sung Fai Choi,
  - Meilleur montage pour Tsui Hark et Lin Li,
  - Meilleure direction artistique pour King Man Lee et Yoshihito Akatsuka,
  - Meilleurs costumes et maquillage pour Bruce Yu et Pik Kwan Lee,
  - Meilleure chorégraphie d'action pour Feng Lin,
  - Meilleur son pour Steve Burgess,
  - Meilleurs effets visuels pour Myung Goo Ji, Sooeung 'Chuck' Chae, Young-Soo Park, Hideaki Maegawa.
- Prix Huading : Meilleure actrice dans un second rôle dans un film pour Carina Lau.